# Mark Bridge
Mark Robert Bridge (Sydney, 7 novembre 1985) è un calciatore australiano, attaccante del Mounties Wanderers.

## Palmarès
- Campionato australiano: 2

Newcastle United Jets: 2006-2007
Sydney FC: 2009-2010

### Competizioni internazionali
- AFC Champions League: 1

Western Sydney Wanderers: 2014